# Anne Le Hénanff
Anne Le Hénanff, née le 22 juillet 1969 à Vannes, est une femme politique française. Elle est députée du Morbihan depuis 2022.
Elle est élue députée dans la 1re circonscription du Morbihan lors des élections législatives de 2022, puis est réélue en 2024.

## Biographie

### Formation et débuts professionnels
Née le 22 juillet 1969 à Vannes,, Anne Antoinette Marie Le Hénanff est originaire de Pluvigner et issue d’une « famille où la solidarité et l’engagement social ont un sens ». Fille d'un père marin et d'une mère enseignante, elle sort diplômée de l'EM Normandie en 1991 après une préa HEC à Audencia et commence à travailler dans le secteur de l'agroalimentaire, d'abord pour Bacardí en Île-de-France, Anne Le Hénanff est ensuite salariée de Produit en Bretagne à Brest puis est directrice pour Saupiquet pour le grand Ouest à Quimper. Elle ouvre ensuite une galerie d'art en 2003, puis est formatrice et consultante dans le numérique, chef de projet chez Morbihan Énergies et enseigne à l'Université de Bretagne-sud au sein de la chaire cybersécurité. Elle est membre de la FNCCR et de la CNSP,.

### Entrée en politique
Son engagement en politique débute en 1995. Elle soutient alors la politique d'Alain Juppé, et gravit les échelons jusqu'à devenir secrétaire départementale de l'Union pour un mouvement populaire pour le Morbihan. Elle est repérée par François Goulard, alors maire de Vannes, qui la nomme adjointe chargée du numérique, des systèmes d'informations et de la communication, en 2008, elle intègre le conseil municipal de Vannes. Elle reste en poste lorsque David Robo succède à François Goulard au poste de maire, et devient sa première adjointe, en 2020. Le 7 juillet 2022, elle a été contrainte de quitter son poste d’adjointe en raison d'incompatibilité avec son nouveau mandat de députée, tout en restant conseillère municipale. Elle est également conseillère communautaire de Vannes agglo puis Golfe du Morbihan - Vannes Agglomération depuis 2008,,.
Elle rejoint le camp macroniste dès 2017 tout en conservant ses mandats. Si localement elle soutient le candidat Les Républicains David Robo lors des élections municipales de 2020 à Vannes au détriment du candidat de La République en marche Patrick Lemestre, elle est tête de liste départementale lors des élections régionales l'année suivante pour La République en marche. Elle rentre au conseil régional de Bretagne à la suite de cette élection. En raison du cumul des mandats lié à son nouveau mandat de députée, elle a dû choisir entre son poste de conseillère municipale et son poste de conseillère régionale. Elle a jugé plus pertinent de garder un pied à la municipalité. Ainsi, depuis le 7 juillet 2022, elle ne siège plus au sein de l’hémicycle breton.

### Députée du Morbihan
Elle obtient l'investiture pour représenter la coalition Ensemble qui regroupe les partis soutiens d'Emmanuel Macron, et est élue députée de la première circonscription du Morbihan le 19 juin 2022, sous l'étiquette Horizons en remportant le second tour avec 59,25 % des votes face au candidat de la coalition Nouvelle Union populaire écologique et sociale et ancien maire de Séné Luc Foucault. En 2024, à la suite de la dissolution parlementaire, elle est réélue au second tour face au candidat du Rassemblement national Joseph Martin avec 71,65 % des voix.

### Synthèse des résultats électoraux

#### Élections législatives
| Année | Parti | Parti     | Circonscription | Premier tour | Premier tour | Premier tour | Deuxième tour | Deuxième tour | Deuxième tour |
| Année | Parti | Parti     | Circonscription | Voix         | %            | Rang         | Voix          | %             | Issue         |
| ----- | ----- | --------- | --------------- | ------------ | ------------ | ------------ | ------------- | ------------- | ------------- |
| 2022  |       | HOR (ENS) | 1re du Morbihan | 21 004       | 34,05        | 1re          | 34 382        | 59,25         | Élue          |
| 2024  |       | HOR (ENS) | 1re du Morbihan | 35 627       | 42,13        | 1re          | 57 609        | 71,65         | Élue          |